# 垰畑亮太
垰畑亮太（日语：／ Taohata Ryōta，1988年11月21日—），日本男子羽毛球运动员。福岡縣遠賀郡岡垣町出生，畢業於岡垣中学校、関東第一高校及法政大学，2011年4月起加入日本Unisys株式會社羽毛球隊。

## 簡歷
2011年，垰畑亮太夥拍淺原さゆり代表日本UNISYS出戰全日本綜合羽毛球錦標賽混合雙打比賽，在決賽以0比2（15-21, 13-21）不敵隊友池田信太郎 / 潮田玲子，屈居亞軍。
2012年，垰畑亮太在加拿大羽毛球公開賽混合雙打決賽，夥拍高橋禮華以2比1（12-21, 21-16, 21-19）反勝隊友嘉村健士 / 米元小春，贏得冠軍；另外，他亦夥拍佐伯祐行贏得男雙比賽的亞軍。

## 主要比賽成績
只列出曾進入準決賽的國際賽事成績：
| 年份   | 賽事                   | 公開賽級別 | 項目     | 拍檔       | 成績   |
| ------ | ---------------------- | ---------- | -------- | ---------- | ------ |
| 2009年 | 大阪羽毛球國際挑戰賽   | 國際挑戰賽 | 男子雙打 | 小松崎佑也 | 準決賽 |
| 2009年 | 大阪羽毛球國際挑戰賽   | 國際挑戰賽 | 混合雙打 | 高橋禮華   | 準決賽 |
| 2011年 | 奧地利羽毛球國際挑戰賽 | 國際挑戰賽 | 男子雙打 | 佐伯祐行   | 亞軍   |
| 2011年 | 大阪羽毛球國際挑戰賽   | 國際挑戰賽 | 混合雙打 | 三木佑里子 | 準決賽 |
| 2012年 | 奧地利羽毛球國際挑戰賽 | 國際挑戰賽 | 男子雙打 | 佐伯祐行   | 亞軍   |
| 2012年 | 加拿大羽毛球大獎賽     | 大獎賽     | 男子雙打 | 佐伯祐行   | 亞軍   |
| 2012年 | 加拿大羽毛球大獎賽     | 大獎賽     | 混合雙打 | 高橋禮華   | 冠軍   |
| 2012年 | 日本羽毛球超級賽       | 超級賽     | 男子雙打 | 佐伯祐行   | 準決賽 |
| 2012年 | 蘇格蘭羽毛球國際賽     | 國際挑戰賽 | 男子雙打 | 佐伯祐行   | 亞軍   |
| 2013年 | 奧地利羽毛球國際挑戰賽 | 國際挑戰賽 | 男子雙打 | 佐伯祐行   | 冠軍   |
| 2013年 | 東亞運動會羽毛球比賽   | 其他       | 男子雙打 | 佐伯祐行   | 銅牌   |
| 2014年 | 中華台北羽球黃金大獎賽 | 黃金大獎賽 | 男子雙打 | 佐伯祐行   | 準決賽 |
| 2014年 | 俄羅斯羽毛球大獎賽     | 大獎賽     | 男子雙打 | 佐伯祐行   | 準決賽 |
| 2014年 | 俄羅斯羽毛球大獎賽     | 大獎賽     | 混合雙打 | 新玉美鄉   | 冠軍   |
| 2014年 | 韓國羽毛球大獎賽       | 大獎賽     | 男子雙打 | 佐伯祐行   | 準決賽 |
| 2015年 | 大阪羽毛球國際挑戰賽   | 國際挑戰賽 | 混合雙打 | 栗原文音   | 準決賽 |
| 2016年 | 亞洲羽毛球團體錦標賽   | 其他       | 男子團體 | －         | 亞軍   |
| 2016年 | 中華台北羽球大師賽     | 大獎賽     | 男子雙打 | 佐伯祐行   | 準決賽 |
| 2016年 | 中華台北羽球大師賽     | 大獎賽     | 混合雙打 | 米元小春   | 亞軍   |

| 2007-2017年 | 首要超級賽 | 超級賽 | 黃金大獎賽 | 大獎賽 | 國際挑戰賽 | 國際系列賽 | 未來系列賽 | 其他 |

| 2018-2026年 | 總決賽 | 超級1000賽 | 超級750賽 | 超級500賽 | 超級300賽 | 超級100賽 | 國際挑戰賽 | 國際系列賽 | 未來系列賽 | 其他 |